# وویچیخ چروینسکی
وویچیخ چروینسکی (لهستانی: Wojciech Czerwiński؛ ‏ تلفظ لهستانی: [ˈvɔjtɕɛx]؛ زادهٔ ۲۸ ژوئن ۱۹۸۱) بازیگر اهل لهستان است.
از فیلم‌ها یا مجموعه‌های تلویزیونی که وی در آن‌ها نقش داشته‌است، می‌توان به طایفه، شمش‌سازان، عشق اول، دو روی سکه، در خیابان سپولنی، خانه کشیش، دوران افتخار، ع چون عشق، تنها عشق، تیم، اولا بی‌ریخته، خودِ زندگی، پدر متیو، ۳۹ و نیم، دهن‌به‌دهن، مأموریت افغانستان، قانون حقیقی، کمیسر آلکس، رنگ‌های خوشبختی، مرز، در خوشی و سختی، بلفر، تاج پادشاهان و اسمولنسک اشاره نمود.